# Жмеринський автобус
Жмеринський автобус — міська автобусна система у місті Жмеринка Вінницької області.

## Історія
У післявоєнні роки у Вінницькій області почалося налагодження пасажирського руху. До обласного центру можна було дістатися зі всіх районних, в тому числі і з Жмеринки. Перша згадка про автобусне сполучення у Жмеринському районі датується 1960—1965 рр.: тоді завідувач фельдшерсько-акушерським пунктом села Кармалюкове Володимир Вовкодав ініціював організацію першого у районі автобусного сполучення: маршрут пролягав між Жмеринкою і Кармалюковим. Міський автобусний рух був відкритий у жовтні 2000 року, тоді пасажирські перевезення організувало ПП «Діліжанс». Станом на 2003 рік у місті функціонувало 9 міжміських, 16 приміських та 8 міських автобусних маршрути. У 2011 році автобусні маршрути Жмеринки курсували наступним чином: №1а «с. Леляки — вул. Київська — с. Коростівці» №1б «с. Леляки — Велика Жмеринка — с. Коростівці» №2а «с. Леляки — ТЕЦ — вул. Гастелло» №3 «ТЦ «Рубін» — Петрівка» №6 «вул. Соборна — вул. Гастелло» №7 «вул. Соборна — с. Коростівці» №9а «Речовий ринок — Молитовний дім». 21 березня 2013 року, на засіданні виконавчого комітету Жмеринської міської ради з численних просьб жителів Київського масиву було прийнято рішення скоротити маршрути №1а, 1б та 2а були від с. Леляки до Райлікарні, оскільки автобус заповнюється ще в Леляках і у жителів міста немає можливості проїхати до міста. Але згодом маршрути 1а, 1б та 2а кінцева повернулась до с. Леляки. З відкриттям наприкінці 2015 р. дитячого садочку «Барвінок» було вирішено продовжити туди автобуси №2а та №6, задля зручності мешканців міста. З 1 вересня 2016 р. у експериментальному режимі був запущений маршрут №5:«вул. Соборна — Районна лікарня» (через вул. Доватора у напрямку Райлікарні), після випробувального терміну (3 місяці) був проведений конкурс на здійснення перевезень по маршруту, проте у затвердженій 15 червня 2017 року на черговому засіданні міськради оновленій автобусній мережі 5 маршрут був відсутній і більше не з'являвся у подібних документах. На черговому засіданні міськради від 20 лютого 2019 року було прийнято рішення про запуск в експериментальному режимі строком на 3 місяці автобусного маршруту №8 «ТЕЦ — Центр» (через вул. Київську), з 4 березня 2019 року ПП «Диліжанс» стало проводити регулярні пасажирські перевезення за маршрутом, що згодом (16 травня 2019 року) був затверджений у оновленій автобусній мережі.

## Пільгові автобуси
В Жмеринці існують пільгові рейси. Пільги діють для:
- пенсіонерів
- школярів (лише у навчальні дні з 7:00 по 19:00)

На деяких зупинках (наприклад, «вулиця Соборна») ПП «Діліжанс» розміщує розклади пільгових рейсів маршрутів 1а і 1б.

## Маршрути

### Діючі маршрути

#### Міські маршрути
|  |  |

|  |  |

|  |  |

|  |  |

|  |  |

|  |  |

|  |  |

|  |  |

|  |  |

|  |  |

|  |  |

|  |  |

|  |  |

|  |  |

|  |  |

|  |  |

|  |  |

|  |  |

|  |  |

|  |  |

|  |  |

|  |  |

|  |  |

|  |  |

|  |  |

|  |  |

|  |  |

|  |  |

|  |  |

|  |  |

|  |  |

|  |  |

|  |  |

|  |  |

|  |  |

|  |  |

|  |  |

|  |  |

|  |  |

|  |  |

|  |  |

|  |  |

|  |  |

|  |  |

|  |  |

|  |  |

|  |  |

|  |  |

|  |  |

|  |  |

|  |  |

|  |  |

|  |  |

|  |  |

|  |  |

|  |  |

|  |  |

|  |  |

|  |  |

|  |  |

|  |  |

|  |  |

|  |  |

|  |  |

|  |  |

|  |  |

|  |  |

|  |  |

|  |  |

|  |  |

|  |  |

|  |  |

|  |  |

|  |  |

|  |  |

|  |  |

|  |  |

|  |  |

|  |  |

|  |  |

|  |  |

|  |  |

|  |  |

|  |  |

|  |  |

|  |  |

|  |  |

|  |  |

|  |  |

|  |  |

|  |  |

|  |  |

|  |  |

|  |  |

|  |  |

|  |  |

|  |  |

|  |  |

|  |  |

|  |  |

|  |  |

|  |  |

|  |  |

|  |  |

|  |  |

|  |  |

|  |  |

|  |  |

|  |  |  |

|  |  |  |

|  |  |  |

|  |  |  |

|  |  |  |

|  |  |  |

|  |  |  |

|  |  |  |

|  |  |  |

|  |  |  |

|  |  |  |

|  |  |  |

|  |  |  |

|  |  |  |

|  |  |  |

|  |  |  |

|  |  |  |

|  |  |  |

|  |  |  |

|  |  |  |

|  |  |  |

|  |  |  |

|  |  |  |

|  |  |  |

|  |  |  |

|  |  |  |

|  |  |  |

|  |  |  |

|  |  |  |

|  |  |  |

|  |  |  |

|  |  |  |

|  |  |  |

|  |  |  |

|  |  |  |

|  |  |  |

|  |  |  |

|  |  |  |

|  |  |  |

|  |  |  |

|  |  |  |

|  |  |  |

|  |  |  |

|  |  |  |

|  |  |  |

|  |  |  |

|  |  |  |

|  |  |  |

|  |  |  |

|  |  |  |

|  |  |  |

|  |  |  |

|  |  |  |

|  |  |  |

|  |  |  |

|  |  |  |

|  |  |  |

|  |  |  |

|  |  |  |

|  |  |  |

|  |  |  |

|  |  |  |

|  |  |  |

|  |  |  |

#### Протяжність
| №  | Протяжність в обороті | В одну сторону | Кількість зупинок в обороті | Час проїзду | Примітки |
| -- | --------------------- | -------------- | --------------------------- | ----------- | -------- |
| 1а | 21,8 км               | 10,9 км        | 36                          | 40 хв       |          |
| 1б | 20,1км                | 10,0км         | 35                          | 37 хв       |          |
| 2а | 17,2 км               | 8,6 км         | 27                          | 42 хв       |          |
| 3а | 5,1 км                | 2,5 км         | 8                           | 12 хв       |          |
| 3б | 5,97 км               | 3,0 км         | 10                          | 14 хв       |          |
| 6  | 5,0 км                | 2,4 км         | 10                          | 16 хв       |          |
| 7  | 12,9 км               | 6,4 км         | 26                          | 26 хв       |          |
| 9а | 8,5 км                | 4,3 км         | 19                          | 23 хв       |          |

### Закриті маршрути
| Номер | Схема | Кінцева А    | Опис маршруту                                                                | Кінцева Б       | Причина закриття                 |
| ----- | ----- | ------------ | ---------------------------------------------------------------------------- | --------------- | -------------------------------- |
| 4     |       | Райлікарня   | вул. Київська • вул. Космонавтів                                             | Водоканал       |                                  |
| 5     |       | вул. Соборна | вул. Порика • вул. Хмельницького (назад: вул. Центральна) • вул. Космонавтів | Районна лікарня | Не пройшов випробувальний термін |

## Рухомий склад
Дані взяті з сайту fotobus.msk.ru [Архівовано 7 липня 2019 у Wayback Machine.]. Вказано всі транспортні пасажирські засоби, що експлуатувалися у Жмеринці:

## Перевізники
У Жмеринці функціонує три приватні підприємства по пасажирським перевезенням:

### ПП «Діліжанс»
- Адреса: вулиця Барляєва, 3[15]
- Лінійний рухомий склад: Mercedes-Benz 310D, Mercedes-Benz 408, Mercedes-Benz 410D, Mercedes-Benz 508D, Mercedes-Benz 711D, ПАЗ-672М, ПАЗ-3205, Lifan LF6592, Mercedes-Benz Sprinter, Iveco Turbo Daily
- Маршрути: 1а, 1б, 2а, 3

### ФОП Дарморос В.Е.
- Адреса: Вінницька область, м. Вінниця, пров. Український, 32[16]
- Лінійний рухомий склад: Mercedes-Benz 310D
- Маршрути: 6

### ТОВ «Жмеринське АТП-10512»
- Адреса: вулиця Київська, 115[17]
- Лінійний рухомий склад: Mercedes-Benz 310D, Volkswagen LT35
- Маршрути: 7, 9а